# Zoll- und Akzisemauer

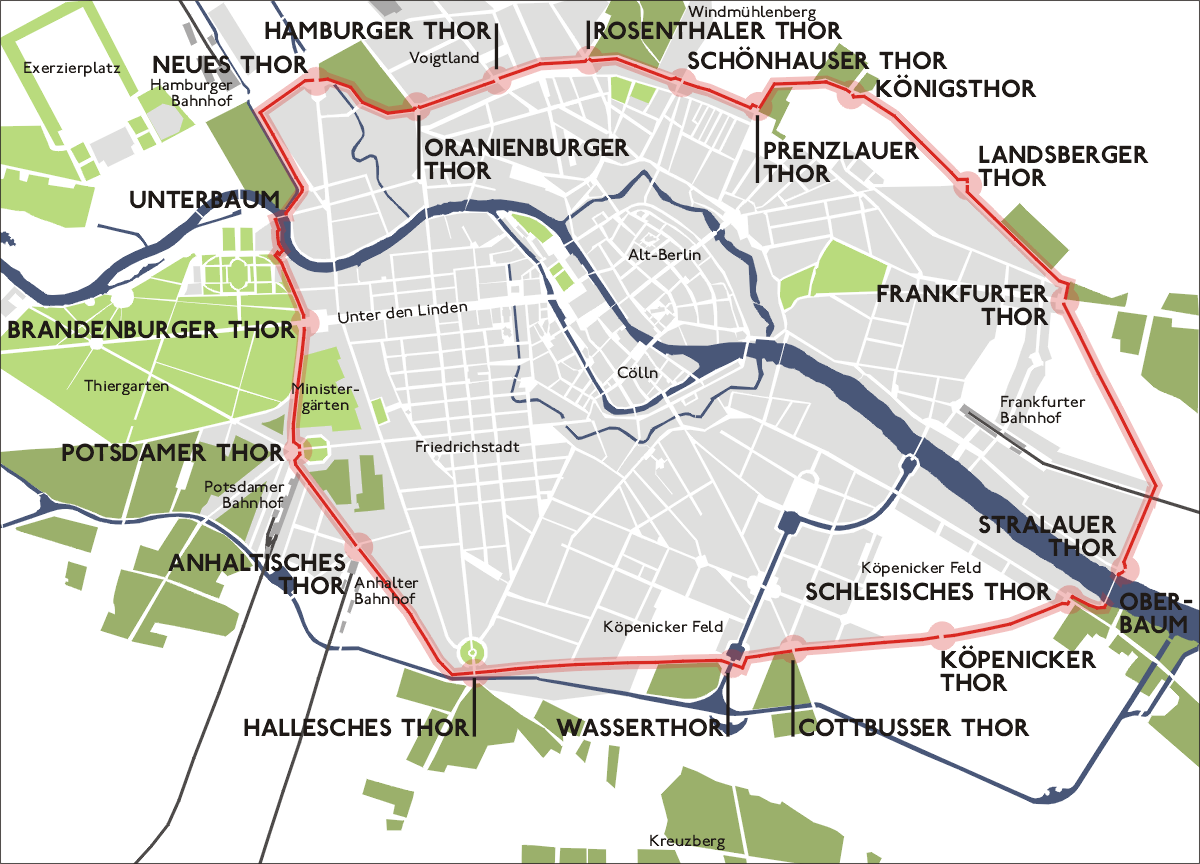
LAkzisemauer intorno al 1855

Lo Zoll- und Akzisemauer ("muro fiscale e doganale"), brevemente Zollmauer, cingeva la città di Berlino nel XVIII e nel XIX secolo.
Non aveva funzione militare, ma solo daziaria.
La costruzione iniziò nel 1732, per cingere le nuove città di Dorotheenstadt, Friedrichstadt, e i sobborghi orientali.
Lungo il suo percorso sorgevano la Porta di Brandeburgo, la Potsdamer Tor, la Hallesches Tor. Anche la Oberbaumbrücke fu costruita lungo il percorso dell'Akzisemauer.
L'Akzisemauer fu abbattuto negli anni sessanta del XIX secolo.